# Sachsenente

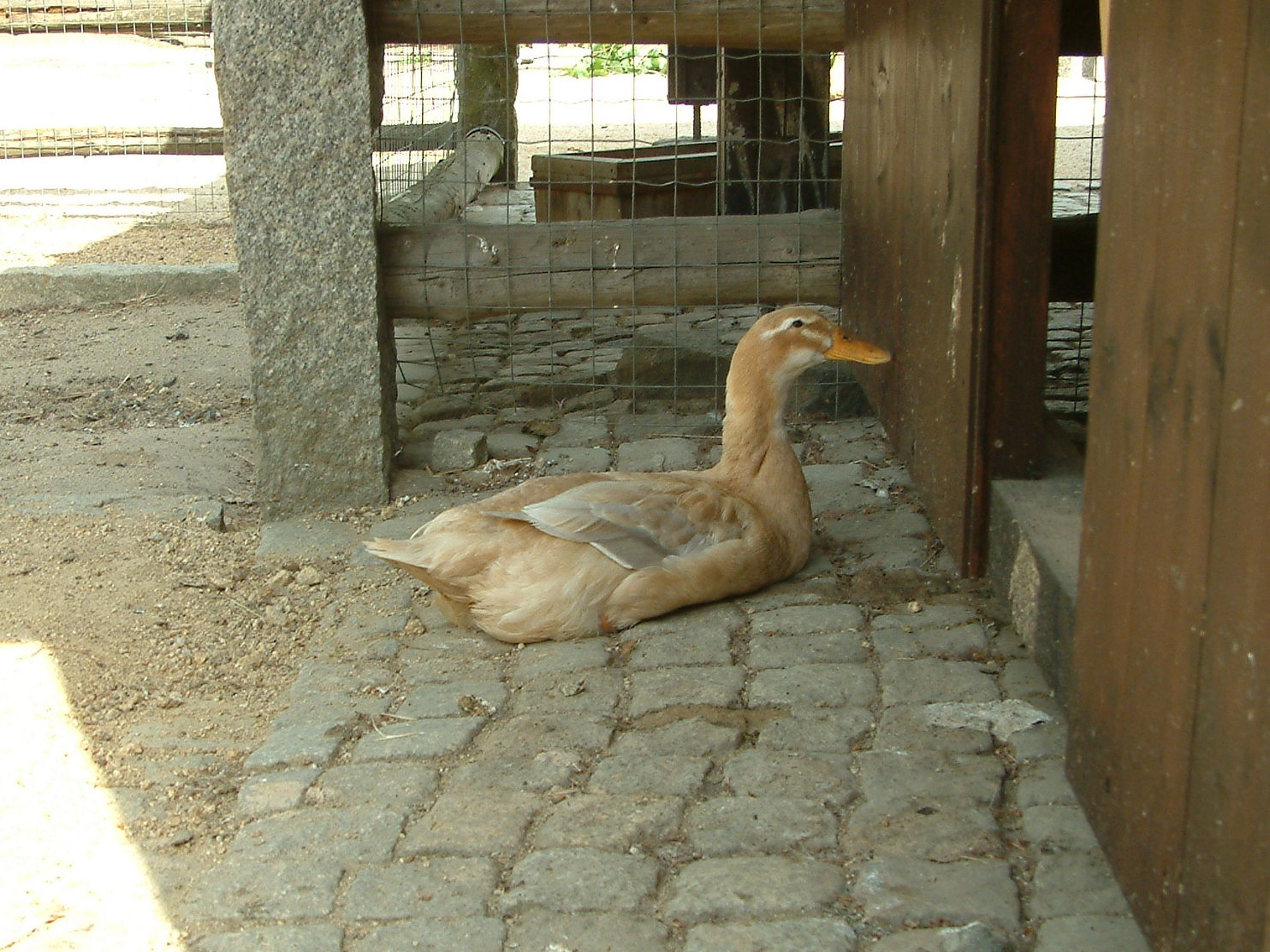
Sachsenenten-Weibchen im Görlitzer Tierpark

Die Sachsenente ist eine 1934 erstmals von Albert Franz in Chemnitz vorgestellte sächsische Züchtung mit blau-gelbem Farbenschlag. Bedingt durch den Zweiten Weltkrieg wurde sie erst 1957 als Rasse anerkannt.

## Geschichte und Verbreitung
1924 begann Albert Franz mit einer Rouenente und einem blauen Pommernentenerpel die Rasse zu erzüchten. Erst acht Jahre später kamen die ersten ansprechenden Tiere dem Farbwunsch nahe. Später folgte die Einkreuzung der Deutschen Pekingente. Eine mögliche Einkreuzung von Orpingtonenten ist umstritten.
Franz stellte die neue Rasse erstmals 1934 in Chemnitz-Altendorf vor. Da nach dem Ende des Zweiten Weltkrieges nur noch wenige Tiere vorhanden waren, musste Albert Franz 1952 erneut mit der Züchtung beginnen. Ab 1957 ist die Rasse in der damaligen DDR anerkannt. 1958 folgten die Gründung der Spezialzuchtgemeinschaft und die Anerkennung in der BRD.
Wegen ihres Erfolgs als Wirtschaftsrasse erlangte die Züchtung schnell internationale Verbreitung: 1965 in der Schweiz und 1968 in Frankreich, später folgten England und USA. Heute wird die Sachsenente weltweit gezüchtet, in Europa gelten die deutschen Standardvorgaben vom Bund Deutscher Rassegeflügelzüchter.

## Merkmale

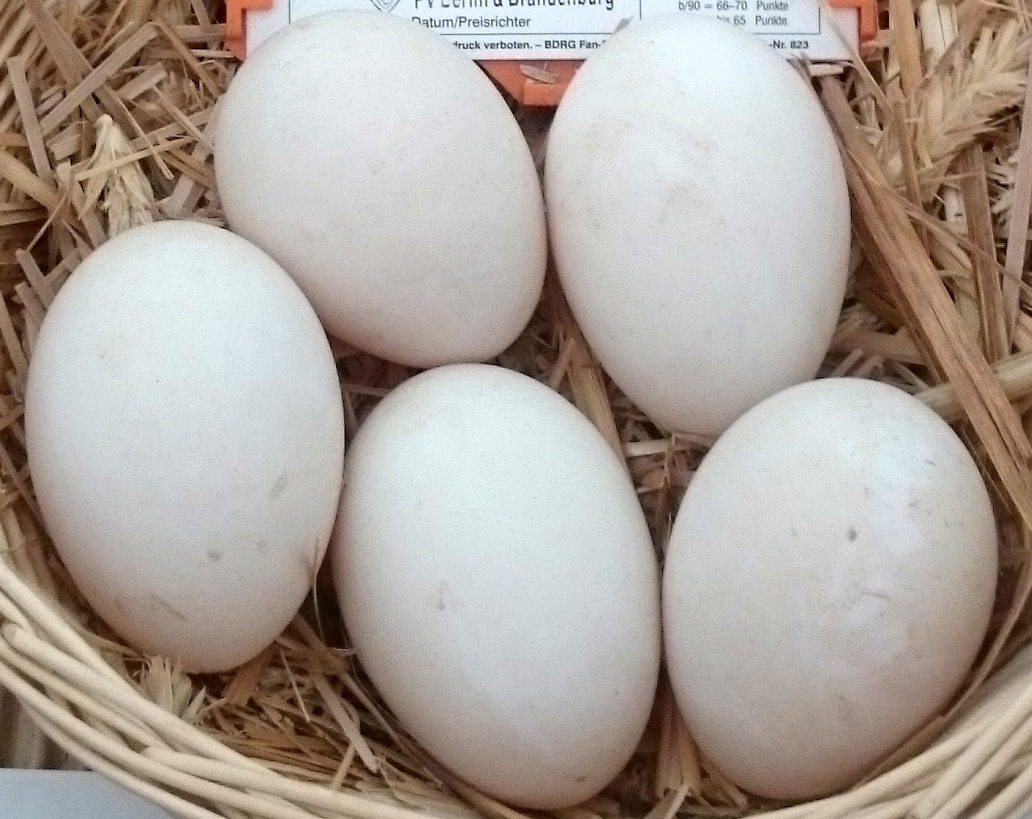
Eier der Sachsenente

Das Zuchtziel der Rasse ist eine kräftige aber nicht zu plumpe Form ähnlich den Landenten mit waagerechter Haltung, breiter Brust, gewölbtem Bauch, nicht zu dünnem Hals, klaren Farben, fest anliegenden Federn und vielen Daunen. Der Erpel ist am Kopf und Hals bis zum geschlossenen, weißen Halsring blau gefiedert, die Brust ist kastanienrot gefärbt. Die Ente hat erbsengelbe, orangefarbige Federn. Das Gesicht ist auf beiden Seiten mit zwei fast weißen
Streifen gezeichnet, wobei der obere sich bis hinter das Auge zieht, der untere endet unter dem Auge.